# Nestima viridinsula
Nestima viridinsula är en tvåvingeart som beskrevs av Steyskal 1952. Nestima viridinsula ingår i släktet Nestima och familjen skridflugor. Inga underarter finns listade i Catalogue of Life.